# Pseudolasius familiaris
Pseudolasius familiaris är en myrart som först beskrevs av Smith 1860.  Pseudolasius familiaris ingår i släktet Pseudolasius och familjen myror. Inga underarter finns listade i Catalogue of Life.